# 龙文鞭影
《龙文鞭影》，是明代楊臣諍、萧良有编撰的一本典故与格律方面的蒙学教材。此书以四言对仗句式依照平水韵的划分收录了许多典故。
《龙文鞭影》原名《蒙養故事》，全書用四言韻語寫成，四字一句，兩句相對，每句一故事，如“伍員覆楚，勾踐滅吳”，指得是伍員滅楚國與勾踐滅吳王夫差的故事，這是兩個故事，又有關連性。後由楊臣諍認為本書“有裨幼學”，“惜其徵事過少而夏廣文註又多舛謬疏略”，遂加以增訂並改名為《龙文鞭影》﹐分上､下兩卷，書名注解為：“龍文，良馬也，見鞭影則急馳，不俟鞭策而後騰讓也。”意思是良馬見到鞭影就會疾馳，無須鞭打。表現本書在教授兒童時的“望子成龍”之意。